# H. E. Erwin Walther
Heinrich Ernst Erwin Walther, plus connu sous le nom de H. E. Erwin Walther, né le 1er avril 1920 à Amberg – mort le 1er janvier 1995 dans la même ville, est un pédagogue et compositeur allemand. Il a été élève au Gregor-Mendel-Gymnasium de sa ville natale.

## Œuvres
- Hiob. Eine irdische Passion (1946–1949)
- ttt – titel, thesen, temperamente (1967)
- Formen der Farbe (1967)
- Dr. Katzenbergers Badereise (1978)
- Ein Jahreskreis (1988)